# Le Suicide français
Le Suicide français ("El suicidio francés") es un ensayo del periodista Éric Zemmour. Sostiene que el Estado nación francés ha sufrido un declive gradual desde la década de 1970, que Zemmour atribuye principalmente al aumento de la inmigración, el feminismo y el igualitarismo, así como a la erosión de los valores tradicionales. El libro también sostiene que la Francia de Vichy intentó proteger a los judíos franceses durante la Segunda Guerra Mundial, una teoría que suscitó numerosas críticas. Se ha asociado a la llamada literatura declinista.
El libro fue un éxito comercial, vendiendo más de 500.000 ejemplares.

## Contenido
El libro está dividido en setenta y nueve capítulos cortos. Cada capítulo se centra en una fecha concreta y narra un episodio individual de la supuesta decadencia de Francia, que sirve de telón de fondo a los argumentos de Zemmour. El primer capítulo se centra en el 9 de noviembre de 1970, fecha de la muerte de Charles de Gaulle. Zemmour aborda un amplio abanico de temas. Expresa su crítica a muchos acontecimientos que han afectado a la sociedad y a la economía francesas desde los años 70, como el control de la natalidad, la liberación sexual, el derecho de las mujeres, los derechos de los homosexuales, el aborto, el comunitarismo musulmán, los estudios de género, la política monetaria, la Unión Europea, el divorcio sin culpa, la deconstrucción y el postestructuralismo, las privatizaciones, el euro, el capitalismo de consumo estadounidense, la inmigración procedente de África, los alimentos halal en las escuelas, el neoliberalismo y el fin del servicio militar obligatorio.

## Francia de Vichy
En una serie de capítulos sobre la Francia de Vichy, Zemmour -que es judío- argumentó que el gobierno del mariscal Philippe Pétain intentó salvar a los judíos franceses durante la Segunda Guerra Mundial, optando en cambio por sacrificar a los judíos extranjeros a la potencia ocupante nazi. Zemmour atacó específicamente el trabajo del historiador Robert Paxton, cuyo trabajo académico, según él, inculcó un sentimiento de culpa colectiva en el pueblo francés. Esta teoría suscitó numerosas críticas: los críticos señalaron que el argumento de Zemmour contradecía la interpretación académica generalizada de la Francia de Vichy y que, en general, se consideraba una teoría marginal. El New York Times señaló que la Francia de Vichy había enviado a la muerte a más de 72.500 personas y que "desde 1942 en adelante, no hay pruebas de que el régimen de Vichy intentara proteger a los judíos franceses. Colaboró con los nazis para entregar a los judíos, ya fueran extranjeros o franceses". Según la BBC, las ideas de Zemmour se hacían eco de la creencia ilusoria de la posguerra, ahora comúnmente conocida como la teoría de la "espada y el escudo", de que Pétain y De Gaulle habían actuado tácitamente como una dupla para proteger a Francia.
Robert Paxton respondió a Zemmour en un artículo de opinión publicado en Le Monde.

## Recepción
En una reseña para The New Yorker, el periodista Alexander Stille afirmó que "el tema central del argumento de Zemmour es la muerte del padre, el fin de una sociedad tradicional, jerárquica y autoritaria en la que los hombres eran hombres, las mujeres estaban subordinadas, los gays estaban en el closet y Francia era una potencia mundial". Criticó el libro por repetir tropos de la literatura declinista francesa, y por utilizar una estructura que da la ilusión de causalidad entre distintos acontecimientos, sin demostrarla efectivamente. Stille también observó "una inquietante vena de misoginia" y una obsesión por la virilidad. Concluyó que Zemmour exagera la decadencia de Francia, señalando que "Francia ya no es un imperio, pero es un país mediano y próspero con un nivel de vida extremadamente alto...Francia sigue estando entre los veinte primeros países en prácticamente todas las medidas del Índice de Desarrollo Humano del Banco Mundial".
En la New York Review of Books, el politólogo Mark Lilla calificó a Zemmour de "demagogo", incitando a los partidarios de la política de derechas "a una desesperanza indignada". Criticó el libro por no establecer una conexión clara entre sus diferentes temas y sólo insinuar que los diferentes temas están conectados, además de basarse en el afecto. No obstante, Lilla explicó el éxito del libro en el contexto de los atentados terroristas en Francia y los informes sobre jóvenes franceses que abandonan el país para unirse al ISIS. También señaló que algunas de las ideas de Zemmour eran "sencillamente demasiado eclécticas para ser etiquetadas": por ejemplo, El suicidio francéS critica al mundo empresarial por la subcontratación de puestos de trabajo en el extranjero y por "impulsar la plena integración europea", argumentos que son similares a los del movimiento antiglobalización de izquierdas.
En Le Monde, Luc Bronner argumentó que el éxito comercial del libro no era tanto un reflejo de su calidad, sino de los cambios en la sociedad francesa, cuyos temores de "déclassement" y sentimientos de derrota se reflejaban en la obra de Zemmour. También sostuvo que el éxito del libro radicaba en su capacidad para ofrecer una explicación clara y global de los males de Francia, en una sociedad a la que le cuesta asumir la complejidad del mundo y que carece de un proyecto colectivo. Bronner también culpó a los fallos del sistema educativo francés del aumento de las desigualdades y la falta de oportunidades que sufre una gran parte de la población francesa.
El libro fue objeto de un acalorado debate televisado de una hora de duración entre Zemmour y los periodistas Aymeric Caron y Léa Salamé en el programa de entrevistas On n'est pas couché el 6 de octubre de 2014. El debate había cosechado 5,8 millones de visitas en YouTube hasta el 4 de diciembre de 2021.
Se ha cuestionado la exactitud de algunas de las cifras de Zemmour sobre la inmigración.
En diciembre de 2014, Éric Zemmour fue acusado de plagio. En Hallier, l'Edernel jeune homme publicado en 2016, Jean-Pierre Thiollet alude así al trabajo publicado por Zemmour: "libro de plagio altamente promocionado, compilación lenta de varios obras no citadas".